# Mike Burkett
Michael John Burkett (Newton, 16 de janeiro de 1967), também conhecido como Fat Mike, é um produtor, baixista e vocalista de punk rock. É principalmente reconhecido por ter sido um dos membros fundadores dos NOFX  e da banda cover Me First And The Gimme Gimmes, bem como da editora discográfica Fat Wreck Chords.

## Biografia

Fat Mike na sede da sua editora, Fat Wreck Chords.

Fat Mike nasceu em 16 de Janeiro de 1967 em Newton, Massachusetts.
Em 1983, decidiu fundar os NOFX, juntamente com Eric Melvin (guitarrista) e Erik Sandin (baterista).
Apesar do apelido pelo qual é conhecido (Fat Mike - Mike Gordo, na tradução do inglês) ele não se considera com excesso de peso. Segundo o próprio, este apelido foi criado devido ao facto de ter entrado na faculdade em São Francisco, e regressado pesando uns quilos a mais, tendo ficado com esse apelido desde então.
Fat Mike dediciu, anos depois de fundar o NOFX, criar uma gravadora, a Fat Wreck Chords, que se tornou numa das maiores gravadoras independentes focadas em punk rock nos EUA e no mundo, contando com nomes como Lagwagon, Screeching Weasel, No Use For A Name, Propagandhi, Descendents, Strung Out ou Less Than Jake.
Através da Fat Wreck, comandada por ele e sua ex-esposa Erin, Fat Mike lançou diversas coletâneas com as bandas da gravadora ou mesmo bandas que não integram o seu staff. Os exemplos mais notáveis foram as coletâneas Rock Against Bush 1 e 2, lançadas em 2004 na tentativa de evitar a reeleição de George W. Bush e conscientizar um pouco mais os jovens sobre assuntos sérios (neste caso, política). As coletâneas contaram, inclusive, com bandas de grande sucesso, como Green Day, No Doubt e Foo Fighters.